# Koleba w Szerokiej Turni
Koleba w Szerokiej Turni – jaskinia na Wzgórzu Dumań w Dolinie Kobylańskiej na Wyżynie Krakowsko-Częstochowskiej. Znajduje się w granicach wsi Karniowice w województwie małopolskim, w powiecie krakowskim, w gminie Zabierzów.

## Opis obiektu
Jest to jaskinia typu schronisko. Znajduje się na południowo-wschodniej ścianie Szerokiej Turni. Jej niewielki otwór znajduje się na wysokości 6 m nad ziemią. Prowadzi przez niego droga wspinaczkowa Prawa Szeroka o trudności V w skali polskiej. Za otworem jest wysoka salka.
Obiekt powstał w wyniku procesów krasowych w późnojurajskich wapieniach skalistych. Jest suchy, widny i w całości poddany wpływom środowiska zewnętrznego. Nacieków brak. Na dnie jest niewielka ilość gleby. W otworze rosną rośliny, a na ścianach glony.
Po raz pierwszy jaskinię tę wzmiankowali K. Baran i T. Opozda w 1983 r. w przewodniku wspinaczkowym. Opisał ją J. Nowak w 2010 r.

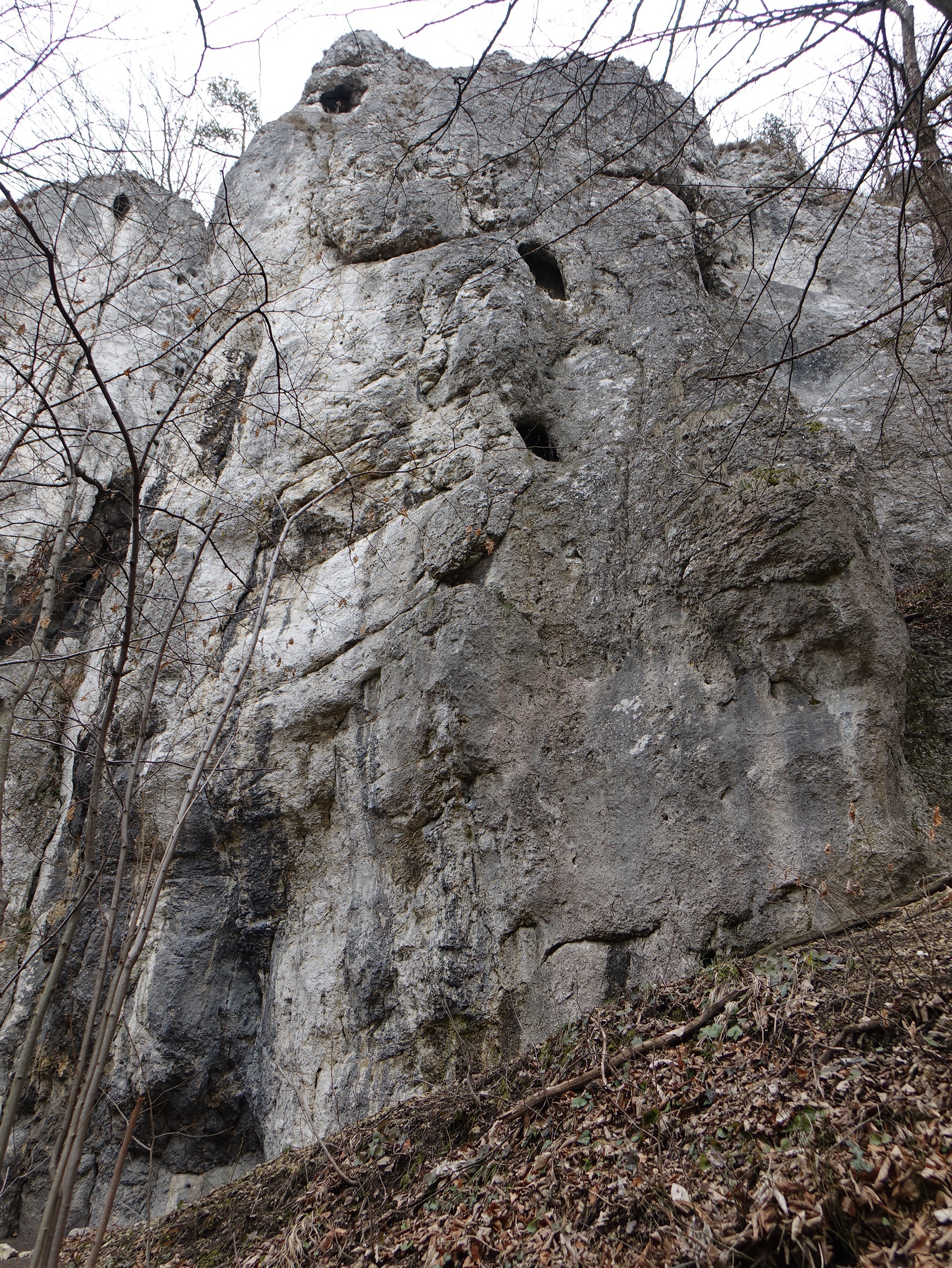
Szeroka Turnia z otworem jaskini (pierwszy od dołu)